# أزاغيي
أزاغيي هي مدينة في جنوب شرق ساحل العاج. إنها محافظة الفرعية و بلدية من محافظة أغبوفيل في ناحية أنيبي تياسا، مقاطعة لاغون. تقع حدود منطقة أبيدجان ذاتية الحكم على بعد ثلاثة كيلومترات جنوب المدينة.
في عام 2014 ، كان عدد سكان محافظة أزاغيي 21،976.

## القرى
القرى الست لمحافظة أزاجوي وسكانها عام 2014:
1. أبي بجنيني (2667)
2. أزاجوي (13876)
3. أتشيكوي (984)
4. أزاجوي ماكوجي (1،296)
5. أزاغيي-أمبورمي(2694)
6. دونكوي (499)